# Viola karakulensis
Viola karakulensis är en violväxtart som beskrevs av VI.V.Nikitin och O.Baranova. Viola karakulensis ingår i släktet violer, och familjen violväxter. Inga underarter finns listade i Catalogue of Life.